# Catedral de Ica
La Catedral de Ica (también conocida como Catedral de San Jerónimo) es la principal catedral en la ciudad homónima, en Perú. Ubicada en la calle Bolívar formó parte del conjunto monumental de la Compañía de Jesús.
La construcción data del siglo XVIII, fue remodelado en 1814. En el 2007 fue dañada por un terremoto. Actualmente está en proceso de restauración.
La parte exterior del templo es de estilo neoclásico y en el interior el barroco 
La Catedral está compuesta de tres naves y cuatro capillas, tiene la forma de Cruz Latina, con Transepto, Ábside y Presbiterio. La nave principal está cubierta por una bóveda de cañón con lunetos y arcos reforzados. Las naves laterales tienen pequeñas cúpulas. La fachada principal muestra un frontón triangular y dos torres campanarios. Casi toda la estructura está compuesta de la tradicional quincha, con armazón de caña y barro. Las columnas de la nave principal tienen una estructura reticular de madera. Los elementos verticales están conectados entre sí por amarres de cuero horizontal e inclinado dando así una función estructural precisa. Aparentemente las técnicas de construcción original dieron esa tirantez natural de las correas de cuero a través de su secado natural después de la instalación. La pared de la fachada está construida de ladrillo y las laterales de adobe.
Los daños principales causados por el terremoto del 2007 consisten en el colapso parcial de la cúpula principal, de las bóvedas de la nave principal y de las tensiones y rajaduras de las otras bóvedas de los cupulines y de las paredes laterales. La causa principal de los daños observados son atribuidos a la formación de lesiones plásticas en las columnas, con resultados de deformaciones permanentes y desplazamientos horizontales hacia las naves laterales. Las bisagras mencionadas parecen haberse formado en el nivel de conexión entre columnas y el cimiento, que parecen sobresalir el nivel del suelo.
También se reconocen daños en la fachada, donde la base del frontón superior alcanzó la formación de una lesión longitudinal que causó su caída hacia atrás. La torre de campanario del sur también presenta daños considerables.
En general, esta propuesta preliminar fue hecha de acuerdo con el potencial de disponibilidad de fondos. La finalidad de las principales medidas de urgencia – apuntalar, eliminación de las partes caídas, inestables o irrecuperables – para permitir el acceso a los técnicos encargados de la evaluación geométrica y estructural y eliminación de escombros. Basado en la evaluación, se llevará a cabo un diseño de intervención requerido para la recuperación total, estabilización y protección de la estructura vertical.
Los motivos fundamentales de la estabilización general de la estructura de la Catedral será orientada hacia la eliminación de las causas reconocidas por la evaluación preliminar. La debilidad estructural de la base de las columnas en la sección de la conexión de los cimientos se ha visto como la razón principal de la deformación global de las naves que conducen a la inestabilidad de las bóvedas y de las cúpulas. A pesar de la baja cantidad global de masa que cubre la estructura, hecha de material liviano tradicional como caña y quincha, la reacción de las cúpulas y bóvedas al terremoto fue comprometido por un gran desplazamiento causado por la rotación de las columnas. Por este motivo, el reforzamiento de la base de las columnas parece ser de máxima prioridad. Los métodos de reforzamiento serán basados en los principios avanzados de física, química y compatibilidad mecánica, respetando la originalidad arquitectónica en su conjunto, y orientado a un completo parámetro de reversibilidad.
Intervenciones similares serán la propuesta para la reconstrucción de las bóvedas, cúpulas y para el reforzamiento del resto de las estructuras. El uso de materiales compatibles con el nivel más alto de estándares de ductilidad y disipación de energía también serán examinadas.
Véase también
- Santuario del Señor de Luren
- Iglesia de San Francisco